# Aniela Salawa
Aniela Salawa (ur. 9 września 1881 w Sieprawiu, zm. 12 marca 1922 w Krakowie) – polska mistyczka, tercjarka franciszkańska, autorka Dziennika, służąca oraz błogosławiona Kościoła katolickiego.

## Życiorys

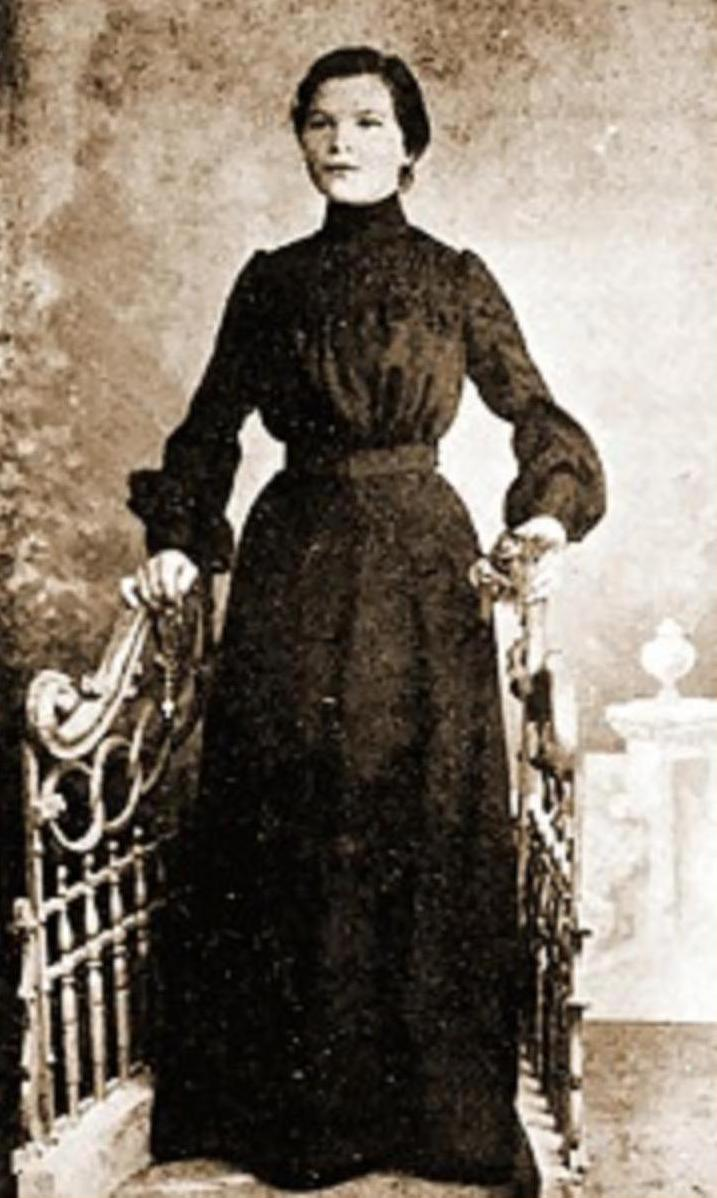
Zdjęcie bł. Anieli Salawy

Pochodziła z Małopolski. Urodziła się w podkrakowskiej wsi Siepraw 9 września 1881 w wielodzietnej rodzinie kowala Bartłomieja Salawy i Ewy z domu Bochenek, córki piekarza z Sułkowic. Już cztery dni później (13 września) została ochrzczona z rąk ks. Wojciecha Kopińskiego w parafialnym kościele św. Michała Archanioła w Sieprawiu. Rodzicami chrzestnymi byli Paweł Kicek i Wiktoria Salawa. Była dzieckiem chorowitym i niedożywionym, z powodu niedostatku, skłonnym do omdleń.
Podstawowych prawd wiary nauczyła się w domu, w którym jej pobożni rodzice (szczególnie matka) je pielęgnowali, poprzez śpiew godzinek o Niepokalanym Poczęciu NMP, lekturę książek religijnych czy też odmawianie wspólnego różańca. Do szkoły uczęszczała zaledwie przez dwa lata, potem starała się pomagać rodzicom w gospodarstwie, a następnie wyjechała za pracą do Krakowa. Od 1897 utrzymywała się jako pomoc domowa, służąc w kilku krakowskich domach, początkowo w Podgórzu u maszynisty kolejowego Franciszka Kloca, przy ul. Dekerta jako opiekunka małego dziecka, a następnie u innych pracodawców (rodzina Turowskich (1900–1901), rodzina Xawerów (1901–1903)), najdłużej – ponad 11 lat – u adwokata dr. Edmunda Fischera i jego żony Marii.
Kluczowym momentem w życiu i przemianie duchowej Anieli była śmierć, chorującej na gruźlicę, jej siostry Teresy (25 stycznia 1899). Od tego dnia dużo czasu zaczęła poświęcać na modlitwę i kontemplację. Uczęszczała na nabożeństwa u redemptorystów (należała do Arcybractwa Matki Bożej Nieustającej Pomocy) i franciszkanów, pomagała m.in. w dekoracji kościołów. Ponadto była członkinią Sodalicji Mariańskiej.
Mając 18 lat złożyła ślub czystości. 27 lutego 1900 wstąpiła do Katolickiego Stowarzyszenia Służby Żeńskiej pw. św. Zyty w Krakowie (tzw. Zytek) i współpracowała z tym stowarzyszeniem do końca życia. Codziennie przyjmowała komunię św. oraz bardzo często wstępowała do kościoła na adorację Najświętszego Sakramentu (m.in. do kościoła bernardynek) czy do kaplicy Męki Pańskiej u ojców franciszkanów. 15 maja 1912 rozpoczęła nowicjat Trzeciego Zakonu św. Franciszka, a profesję złożyła 6 sierpnia 1913 na ręce o. Izydora Olbrychta OFM w kongregacji przy bazylice św. Franciszka w Krakowie, przyjmując imię Teresa.

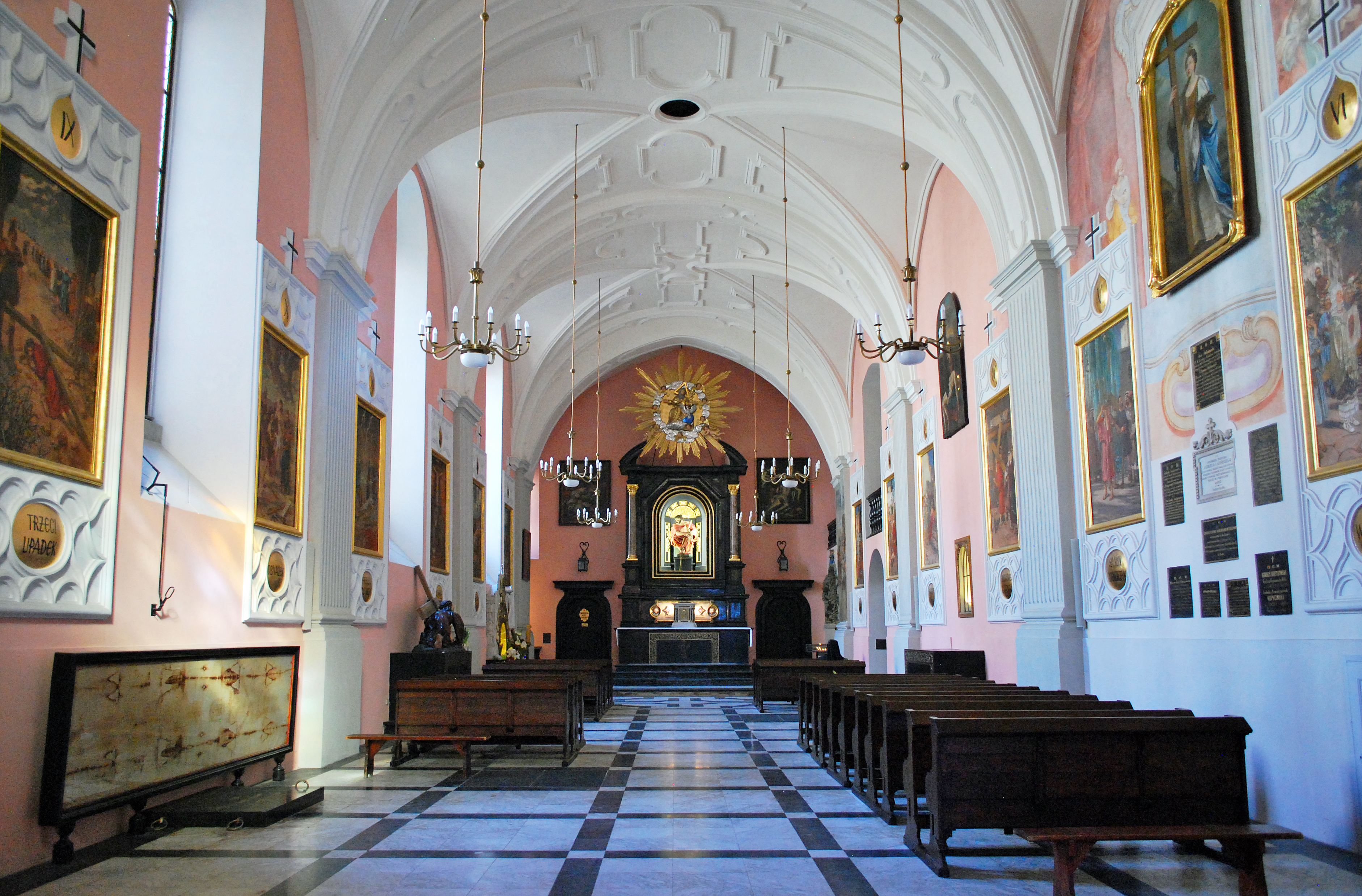
Kaplica Męki Pańskiej bazyliki św. Franciszka z Asyżu w Krakowie (blisko ołtarza po lewej nisza grobowa bł. Anieli Salawy)

Nosiła zazwyczaj czarną, długą suknię, zapiętą pod szyją wysokim kołnierzykiem, albo ciemną spódnicę i białą bluzkę, również z kołnierzykiem. Gęste, czarne włosy zaczesywała gładko nad czołem i splatała z tyłu głowy. Twarz jej zdobiły silne rumieńce.
W okresie I wojny światowej (1914–1915) pomagała rannym żołnierzom i jeńcom wojennym. Wspierała biednych jałmużną. W tym czasie jej stan zdrowia pogorszył się, zachorowała na stwardnienie rozsiane, później na raka żołądka i gruźlicę. W ostatnich pięciu latach swojego życia, nie mając już środków do życia i nie mogąc wykonywać wyuczonego zawodu, zmieniała kolejne mieszkania w Krakowie, by ostatecznie zamieszkać w suterenie domu przy ul. Radziwiłłowskiej 20. W tym okresie była utrzymywana przez dobroczyńców. 7 października 1920 wyjechała na pielgrzymkę do Częstochowy na Jasną Górę. Wcześniej pielgrzymowała często do sanktuarium Matki Bożej Tuchowskiej. U schyłku życia miała dar jasnowidzenia, przepowiadając wielu osobom ich dalsze losy. 8 lutego 1922, na miesiąc przed śmiercią napisała własnoręcznie Akt ofiarowania się za Polskę:

O Jezu, w Najświętszym Sakramencie utajony! Łącząc z ofiarą życia i śmierci Twojej mnie całą, duszę z Duszą Twoją, serce z Sercem Twoim, ciało z Ciałem Twoim, ofiaruję Ci przez ręce Niepokalanej Twojej Matki, Królowej Polski, św. Józefa i Świętych Twoich, wszystkie chwile mego życia, wszystkie boleści i cierpienia, szczególnie straszne palenie w gardle i języku.
Ofiaruję Ci resztę życia, życie i śmierć w sprawie tej wielkiej, jaka się ma z woli Twojej wykonać ku czci i chwale Twojej najpierw w Polsce, a przez Polskę wśród wielkiego świata. Ofiaruję Ci to za tego kapłana, o którym wiesz i przez którego postanowiłeś tak ważną sprawę przeprowadzić. Proszę Cię, pobłogosław mu w pracy i nie zostawiaj go w połowie drogi, do jakiej sam go powołać raczyłeś. Amen.

Zmarła 12 marca 1922 w szpitalu stowarzyszenia św. Zyty przy ul. Mikołajskiej 30 (dziś nieistniejącym) około godz. 16:00. Została pochowana 15 marca, początkowo na cmentarzu Rakowickim w Krakowie przy licznym udziale duchowieństwa (m.in.: jezuitów, redemptorystów i franciszkanów), jednak po ekshumacji dokonanej 13 maja 1949 na wniosek kard. Adama Stefana Sapiehy, ostatecznie spoczęła w kaplicy Męki Pańskiej bazyliki św. Franciszka z Asyżu. Z jej zwłok zachowały się tylko kości (w dość dobrym stanie), co stwierdziła specjalnie powołana komisja ekshumacyjna.
| - Grobowiec bł. Anieli Salawy w bazylice franciszkanów |

## Publikacje
Zachowały się jedynie następujące dokumenty pozostawione po niej: 
- Dziennik (wyjątki)
- wyjątki z Traktatu o mistyce – wypis z jakiegoś dzieła ascetycznego (rozważania o kontemplacji, zawierające różne cytaty z dzieł św. Jana od Krzyża i św. Franciszka Salezego)[28]
- Akt ofiarowania się za Polskę z 8 lutego 1922[29]
- kartka pocztowa wysłana z Krakowa do Czernej, adresowana do przyjaciółki Julii Janczak[30]
- list do o. Marcina Drwięgi SJ z 24 czerwca 1921[30]
- wypis z dzieła Ruysbroeck przedziwny
- rozmyślania o siedmiu boleściach Matki Bożej
- notatki z konferencji, rozmyślań, modlitwy do Najświętszego Sakramentu[31]

Staraniem ostatniego jej spowiednika o. Stanisława Maciątka SJ, który uporządkował po jej śmierci pozostawione przez nią notatki oraz sporządził ich maszynopis, zostały one później opublikowane, początkowo w periodyku „Nasza Przeszłość” w 1958, a następnie wydane w pozycji książkowej.
- Aniela Salawa, Wypowiedzi Służebnicy Bożej Anieli Salawy, Kraków 1988, OCLC 803980406. Brak numerów stron w książce
- Aniela Salawa (opr. o. Joachim Roman Bar OFMConv.): Dziennik. (PDF). Warszawa: Akademia Teologii Katolickiej, 1989. OCLC 830077597. Brak numerów stron w książce

### Dziennik
Aniela Salawa przez lata oddawała się medytacji. Czytała książki klasyków europejskiej mistyki m.in. św. Gemmę Galgani: Głębie duszy, św. Jana od Krzyża: Ciemną noc duszy oraz inne dzieła św. Teresy z Ávili, św. Katarzyny z Genui czy bł. Jana Ruysbroecka. Swoje doznania mistyczne i wewnętrzne przeżycia duchowe opisała w Dzienniku, prowadzonym przez nią w latach 1916–1921. Według Franciszka Świątka Dziennik jako dokument głębokich przeżyć mistycznych można zaliczyć do polskiej literatury mistycznej. Natomiast według Jadwigi Stabińskiej dziennika nie można zaliczyć do dzieł literackich. Jak wspomina Joachim Bar, Aniela Salawa w swoich dziennikach często wykorzystywała przeczytane treści z mistycznej literatury jaką czytała i niemal dosłownie ją stosowała we własnym dzienniku:

W jej późniejszym dzienniku powtarzają się nie tylko słowa, ale całe okresy zdań łudząco podobne do wyrażeń autorów mistycznych.

## Proces beatyfikacyjny
Z inicjatywy ojców franciszkanów oraz ojców redemptorystów (szczególnie o. Franciszka Świątka CSsR) przekonanych o świątobliwości jej życia wysunięto propozycję wyniesienia jej na ołtarze. Proces informacyjny przeprowadzony został w latach 1948–1949 w archidiecezji krakowskiej, a sesja wstępna odbyła się 19 listopada 1948 w kurii metropolitalnej. Odtąd przysługiwał jej tytuł Służebnicy Bożej. Powołano trybunał kościelny w następującym składzie:
- ks. Karol Kozłowski – sędzia trybunału
- o. Czesław Szuber OFMCap. – sędzia trybunału
- ks. Władysław Miernik CR – sędzia trybunału
- o. Benedykt Szczęsny OCD – promotor wiary
- ks. Wit Brzycki – notariusz trybunału
- ks. Czesław Obtułowicz – notariusz trybunału

W okresie od 22 listopada 1948 do 30 maja 1949 trybunał przesłuchał 40 świadków.
W celu skompletowania pełnej dokumentacji w latach 1955–1956 przeprowadzono proces dodatkowy. Powołano nowy trybunał kościelny w następującym składzie:
- ks. Julian Groblicki – sędzia trybunału
- o. Romuald Kostecki OP – sędzia trybunału
- ks. Władysław Miernik CR – sędzia trybunału
- ks. Marian Zegzda SJ – sędzia trybunału
- ks. Bruno Magott  (potem o. Alfons Tomaszewski OC i o. Władysław Borowski CRL) – promotor wiary
- o. Czesław Drzyzgiewicz OFM – notariusz trybunału
- o. Teodor Grabowski OFM – notariusz trybunału

W dniach od 13 marca 1955 do 22 listopada 1956 trybunał przesłuchał 6 świadków, którzy już zeznawali w procesie pierwszym, a ponadto 44 nowych świadków. Odbyło się 52 sesji procesowych. Wśród zeznających świadków jej życia był m.in. dr Oskar Tadeusz Stuhr (aplikant przez pięć lat w kancelarii dr. Edmunda Fischera), który w zaprzysiężonej sesji w dniu 14 lipca 1955 stwierdził m.in.:

W moich wspomnieniach pozostała Aniela Salawa jako osoba wysoko postawiona pod względem duchowym, nadzwyczaj religijna, wyróżniająca się od innych służących pewną szlachetnością i subtelnością, poważna i skupiona, a przy tym wesołego usposobienia, trzymająca mężczyzn w pewnym dystansie już na skutek swego uduchowienia. (...) Wiem, że była oczytana w sprawach religijnych, tak, że ja przy niej byłem pod tym względem ignorantem.

Na początku 1957 obszerne akta procesu zostały przesłane do Rzymu, celem dalszego postępowania.
20 czerwca 1986 Stolica Apostolska wydała dekret o ważności procesu informacyjnego i dodatkowego, po czym w roku następnym (1987) złożono tzw. Positio wymagane w dalszej procedurze beatyfikacyjnej. Postulatorem w procesie rzymskim został początkowo o. Antoni Ricciardi OFMConv., a następnie o. Ambroży Sanna OFMConv.
14 kwietnia 1987 odbyło się w Rzymie posiedzenie konsultorów teologicznych, a następnie 2 czerwca tegoż roku sesja kardynałów i biskupów Kongregacji Spraw Kanonizacyjnych, po czym 23 października papież Jan Paweł II upoważnił Kongregację do upowszechnienia dekretu o heroiczności jej cnót. Odtąd przysługiwał jej tytuł Czcigodnej Służebnicy Bożej. Do beatyfikacji potrzebny był cud za jej wstawiennictwem, jakim okazało się uzdrowienie ośmioletniego chłopca Grzegorza Serafina z Nowego Targu, który uległ tragicznemu wypadkowi podczas zabawy. Po zaakceptowaniu przez Stolicę Apostolską tego cudu, 6 lipca 1991 promulgowano dekret papieża Jana Pawła II zezwalający na jej beatyfikację, która odbyła się podczas uroczystej mszy świętej 13 sierpnia 1991, którą celebrował Jan Paweł II na Rynku Głównym w Krakowie, podczas jednego z etapów swojej pielgrzymki do Polski. W słowie kończącym tę uroczystość powiedział on wtedy m.in.:

Jest to dla mnie ogromna radość, że mogłem dzisiaj w Krakowie wynieść do chwały błogosławionych Anielę Salawę. Ile razy modliłem się przy jej relikwiach, jak głęboko zapadły mi w pamięć, w serce te słowa: „Panie! Żyję, bo każesz, umrę, kiedy chcesz, zbaw mnie, bo możesz”.

Jej wspomnienie liturgiczne wyznaczono na dzień jej urodzin, przypadający 9 września.

## Upamiętnienie

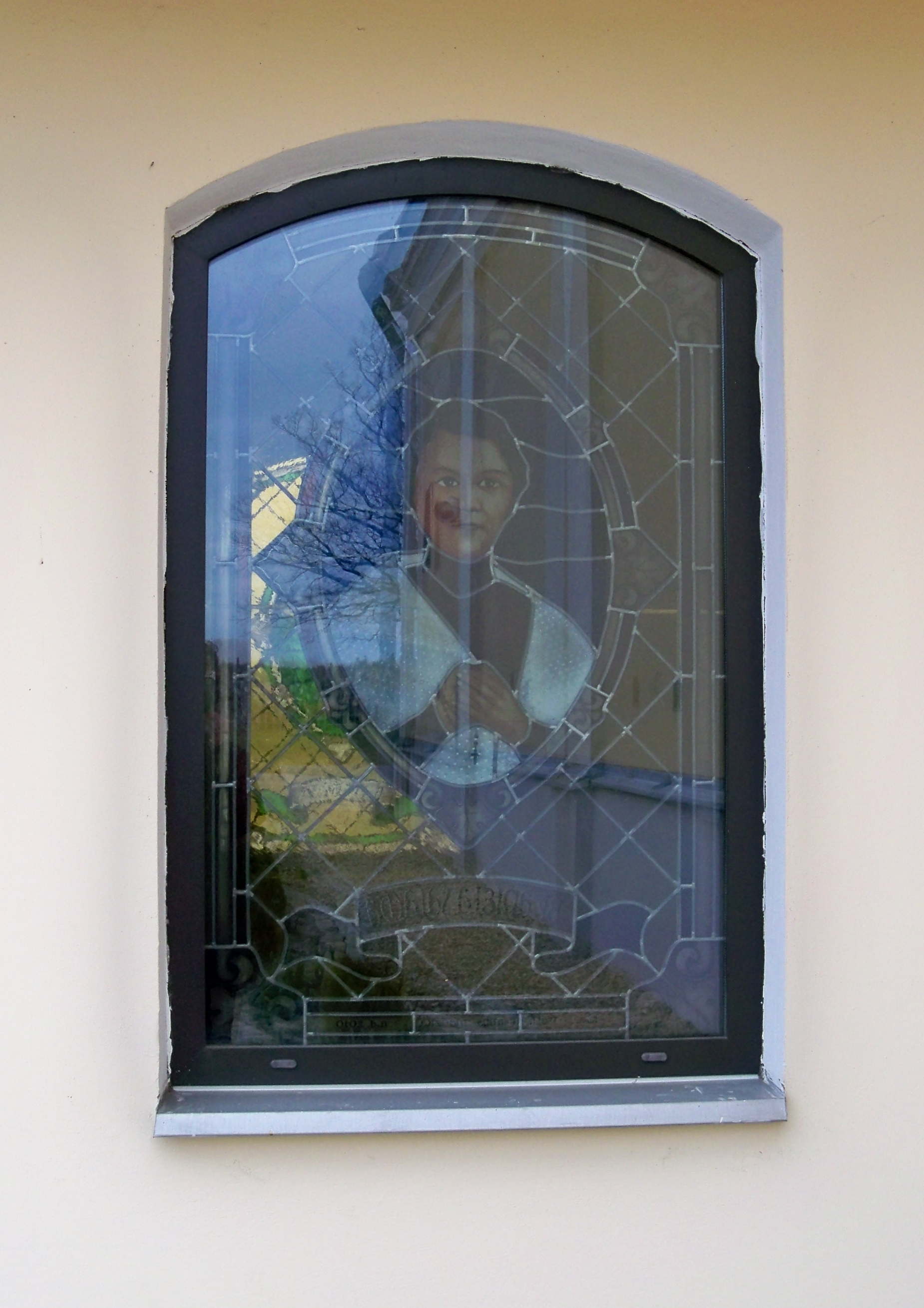
Witraż przedstawiający Anielę Salawę znajdujący się w oknie kościoła Opatrzności Bożej w Trzebosi

- Błogosławiona Aniela Salawa została patronką tercjarzy franciszkańskich (od 1992)[6], służących[48], studentów[h], nieuleczalnie chorych oraz z inicjatywy Polskiego Stowarzyszenia Stwardnienia Rozsianego, chorych na stwardnienie rozsiane[49]. Ponadto dekretem Kongregacji ds. Kultu Bożego i Dyscypliny Sakramentów z 2022 stała się również patronką gminy Siepraw[50].
- W szpitalu św. Zyty przy ulicy Mikołajskiej 30, w miejscu, gdzie stało jej łóżko wmurowano po jej śmierci marmurową tablicę pamiątkową z napisem[51]:

W tym pokoju dnia 12 III 1922 roku zasnęła w Panu służebnica Boża Aniela Salawa długoletnia członkini stowarzyszenia św. Zyty i III Zakonu Św. Franciszka.

| - Kraków, ul. Radziwiłłowska 20 - Tablica pamiątkowa - Kamienica |

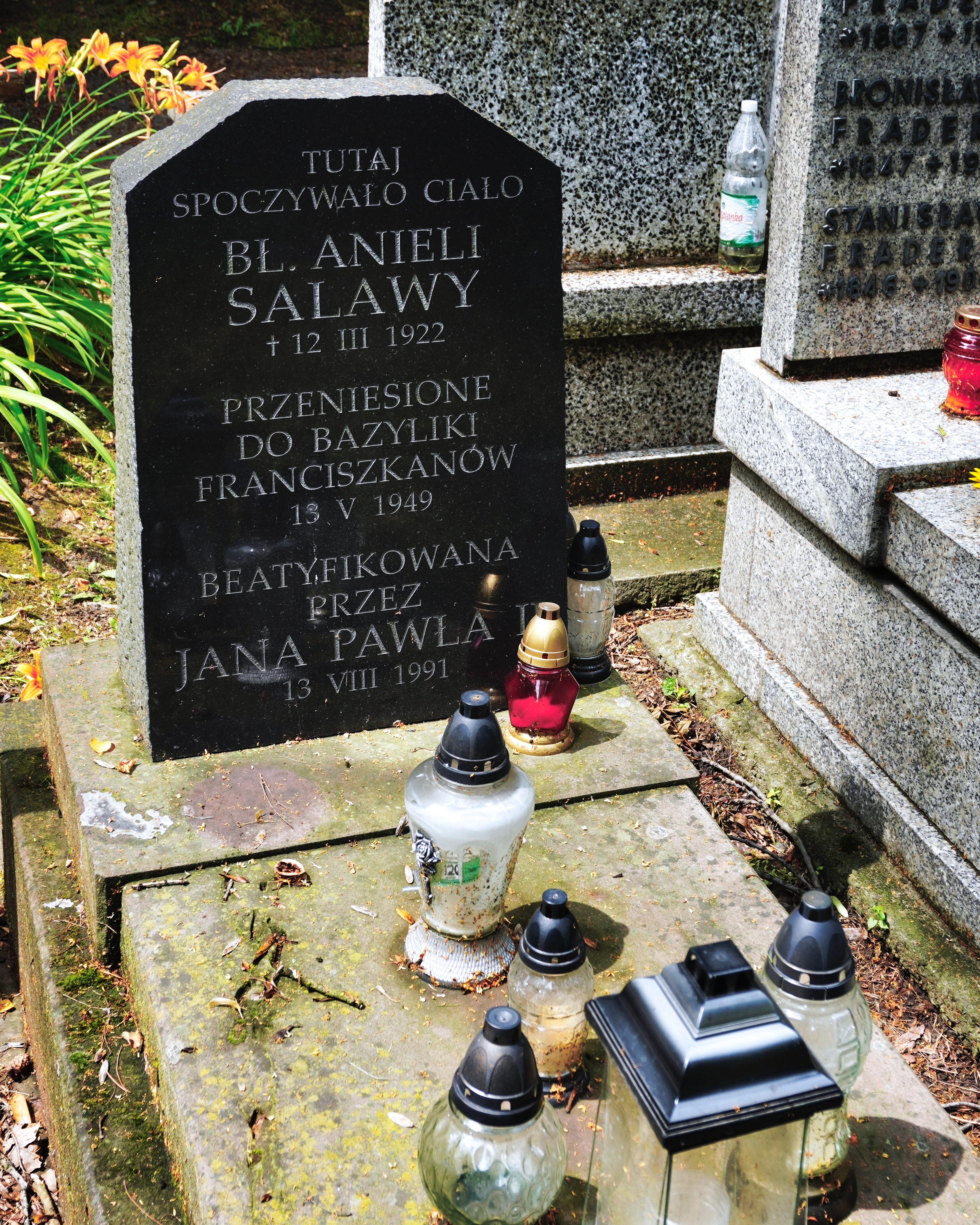
Miejsce na cmentarzu Rakowickim w Krakowie, gdzie do 1949 znajdował się grób Anieli Salawy

- Na kamienicy przy ul. Radziwiłłowskiej 20 w Krakowie wmurowano tablicę pamiątkową[52]. W 2022 inną tablicę pamiątkową jej poświęconą umieszczono na ścianie budynku Gminnego Ośrodka Kultury i Sportu w Sieprawiu, w miejscu gdzie uczęszczała niegdyś do szkoły[50].
- Błogosławionej poświęcono dwa filmy:
  - Perła nad perły (2007)
  - Z nadmiaru Miłości (2023)[53]
- Po mszy beatyfikacyjnej na krakowskim Rynku św. Jan Paweł II poświęcił w bazylice ojców franciszkanów obraz pędzla Stanisława Jakubczyka z jej wizerunkiem ofiarowany później do kaplicy jej poświęconej w sanktuarium w Sieprawiu[54]. Obraz beatyfikacyjny z jej wizerunkiem pędzla Piotra Moskala został umieszczony w kościele Księży Misjonarzy w Krakowie[55]. W 2006 proboszcz parafii św. Michała Archanioła w Sieprawiu ks. Piotr Kluska przekazał na ręce przewodniczącej Rady Gminy obraz olejny pędzla Jerzego Kumali przedstawiający jej portret, który zawieszono w Urzędzie Gminy. Ponadto jeden z witraży kościoła Narodzenia NMP w Myślenicach przedstawia jej podobiznę. Kolejny witraż z jej wizerunkiem znajduje się w kościele Opatrzności Bożej w Trzebosi.
- W jej rodzinnej miejscowości Sieprawiu znajduje się studzienka bł. Anieli Salawy[56]
- Poza jej sanktuarium w Sieprawiu, które 19 marca 2004 erygował dekretem kard. Franciszek Macharski[57], trzy inne kościoły parafialne w Polsce, a mianowicie w: Krakowie, Olsztynku i Suwałkach noszą jej wezwanie. Ponadto we wsi Olszowice wybudowano kaplicę pod jej wezwaniem[58]. W trzech miejscowościach w Polsce, a mianowicie w: Krakowie[59], Olszowicach[60] i Sieprawiu[61], jedną z ulic nazwano jej imieniem.
- W 2005 zarejestrowano w Krakowie, Fundację na rzecz Chorych na SM im. Bł. Anieli Salawy, której celem jest pomoc dla osób cierpiących na schorzenia narządu ruchu, zwłaszcza na stwardnienie rozsiane[62]
- W październiku 2011 przy parafii bł. Anieli Salawy w Krakowie utworzono chór pod nazwą Chór Mieszany Salawa[63]
- Ułożono specjalne wezwania do bł. Anieli Salawy[64] oraz godzinki ku jej czci[65]
- Myślenicki poeta Piotr Oprzędek poświęcił jej wiersz zatytułowany „Dwa ognie”[66]:

     W murach zranionych ogniem,

owiniętych bandażem tynku,

odpoczywa Bóg

na dłoniach kamiennego ołtarza.

     Po cegłach drogi krzyżowej,

przemierza wiara przodków.

Wyschnięte wargi chrzcielnicy

wspominają płacz dziecka.

     Tu mała Anielka

uchylała zasłony nieba,

rozpalając nieustający płomień miłości.